# Nowe Sioło (rejon korelicki)
Nowe Sioło (biał. Новае Сяло, Nowaje Siało; ros. Новое Село, Nowoje Sieło) – wieś na Białorusi, w obwodzie grodzieńskim, w rejonie korelickim, w sielsowiecie Jeremicze, pomiędzy Serweczem, a doliną Niemna.

## Historia
W dwudziestoleciu międzywojennym leżało w Polsce, w województwie nowogródzkim, w powiecie stołpeckim, w gminie Jeremicze/Turzec. W 1921 miejscowość liczyła 375 mieszkańców, zamieszkałych w 85 budynkach, w tym 373 Białorusinów i 2 Polaków. Wszyscy mieszkańcy byli wyznania prawosławnego.
Po II wojnie światowej w granicach Związku Sowieckiego. Od 1991 w niepodległej Białorusi.